# Hermann Ier de Souabe
Hermann Ier, mort le 10 décembre 949, est le premier duc de Souabe de la branche conradienne en 926. Il est le fils de Gebhard de Lotharingie et un cousin du roi Conrad Ier de Germanie.

## Biographie
Quand le duc Bouchard II meurt pendant sa campagne en Italie lors de l'attaque de la ville Novare en 926, le roi Henri Ier de Germanie donne le duché à Hermann. Le roi fait clairement comprendre lors d'une Diète d'Empire tenue à Worms que malgré l'ascendance légitime de Burchard (Burchard III, alors un enfant ; il sera duc seulement en 954), Hermann avait le droit d'administrer le duché. Hermann épouse Regelinda, la veuve de Bouchard II.
Durant son règne, Hermann doit faire face à une rébellion de ses propres vassaux ; il est forcé à plusieurs reprises de faire des concessions en Suisse : Saint-Gall arrête de protéger le roi et le duc perd l'utilisation de ses terres et ses impôts. Grâce au contrôle des routes alpines du Bourgogne et d'Italie, Hermann sert scrupuleusement les intérêts des Ottoniens dans ces royaumes. À Worms en 950, après la mort d'Hermann, Otton Ier désigne son fils, Luidolf comme duc de Souabe ; Luidolf, fiancé dès 939, avait épousé en 947 ou 948 la fille de Hermann, Ida (morte le 17 mai 986).
Hermann porte d'autres titres : à partir de 939 comte de Lahngau ; à partir de 948 comte de Auelgau ; et à partir de 947 abbé de Echternach. Il fonde l'église de Saint-Florin à Coblence.
Il est enterré sur l'île de Reichenau à l'abbaye de Reichenau.